# Кутилово (Вологодская область)
Кутилово — деревня в Вожегодском районе Вологодской области.
Входит в состав Бекетовского сельского поселения (с 1 января 2006 года по 9 апреля 2009 года входила в Пунемское сельское поселение), с точки зрения административно-территориального деления — в Пунемский сельсовет.
Расстояние по автодороге до районного центра Вожеги — 86 км, до центра муниципального образования Бекетовской — 7 км. Ближайшие населённые пункты — Мытник, Тигино, Строкавино.
По переписи 2002 года население — 3 человека.